# Syritta incrassata
Syritta incrassata är en tvåvingeart som beskrevs av Lyneborg och Barkemeyer 2005. Syritta incrassata ingår i släktet kompostblomflugor, och familjen blomflugor.
Artens utbredningsområde är Kongo. Inga underarter finns listade i Catalogue of Life.